# ドイチェ・フースバルマイスターシャフト1944-1945
ドイチェ・フースバルマイスターシャフト 1944-1945はドイツ国で開催される予定だった第38回目のサッカー全国大会である。本大会が中止され、ドイチャー・フースバルマイスターは決まらなかった。

## 概要
第二次世界大戦とドイツ国防軍の無条件降伏により、今季のドイチェ・マイスターシャフト本大会は開催されなかった。1944-1945シーズンのドイツサッカーは、激しさを増す連合国軍の空爆と本土進攻により致命的な打撃を受けた。ガウリーガも大半はウインターブレイク前、または序盤で打ち切りとなり、最も短いところでは、各クラブの消化試合数が1・2試合程度という場合もあった。また、そうした早期打ち切りのガウリーガほど、数多くの軍隊系クラブが所属していた。
唯一ガウリーガ・ハンブルクだけは最後まで行われ、消化試合数にばらつきがあるものの、ハンブルガーSVが優勝。16勝2分無敗という圧倒的な強さであった。このリーグは1944年9月10日に開幕し、おおむね正常に終了した。最後の試合は1945年4月15日に開催されたFCザンクト・パウリとSCヴィクトリア・ハンブルクの試合で、ザンクト・パウリが4-3で勝った。なお、この頃には既に西側連合国がドイツ本土に侵攻している。消化試合数が若干不均等なのは、優勝・残留争いと関係ない試合が中止された為である。ちなみに、昨季DM準優勝の空軍クラブ、LSVハンブルクは1944年9月19日にリタイアし、そのまま解散した。
公式戦以外で終戦前に行われた最後のサッカーの試合は、やはりハンブルクでの親善試合だった。1945年4月29日HSVがガウリーガ準優勝のアルトナ93と対戦し、HSVは4-2で勝った。
ガウリーガ・バイエルンは6つものブロックに細分化されており、いずれも消化試合数がバラバラである。そのうちミュンヘン=オーバーバイエルンは、1945年3月某日まで行われ、打ち切り時点ではFCバイエルン・ミュンヘンが首位であった (最多の15試合消化、14勝1分0敗で勝ち点29)。このシーズン、ハンブルクの基地からミュンヘンに移動した空軍クラブにLSVフュルステンフェルトブルックがあったが、ガウリーガ・バイエルンを一試合も戦わず1944年9月に解散した。また、唯一のミュンヘン市外のクラブであったKSGインゴルシュタットは、16試合中6試合を消化した時点でリタイアした。
当然、DM決勝大会も開催されなかった。次に開催されるのは、連合国占領期の1948年7月18日から8月8日のことである。